# Нижня Шальдиха
Ни́жня Шальди́ха (рос. Нижняя Шальдиха) — село в Кіровському районі Ленінградської області, Росія.